# 湘西民族职业技术学院
湘西民族职业技术学院（英語：Xiangxi National Vocational and Technical College）位于湖南省湘西州吉首市吉凤经济开发区，是湖南省的一所高等专科大学。

## 学校院系
湘西民族职业技术学院一共分为8个院系，2个研究所，1个现代科技示范园；9个院系下辖31个大中专专业。
- 旅游管理系、畜牧兽医系、电算会计系、汽车应用与维修系、建筑工程系、数控模具系、电子商务系、供用电技术系

## 学校文化
- 校训：立德树人、务实创新
- 办学理念：以服务为宗旨，以就业为导向，以能力为本位，以特色立品牌，以创新求发展
- 办学宗旨：一切为了学生，为了一切学生，为了学生一切

## 学校设施
湘西民族职业技术学院的主要建筑为实验室、实训室、图书馆，其中实验室一共89个。

## 荣誉
教学工作优秀单位、湖南省大中专毕业生就业工作先进单位、湖南省大中专学生三下乡社会实践活动先进单位、湖南省五四红旗团委、全国五四红旗团委、全国青年转移就业先进单位、教学工作优秀单位、湖南省大中专毕业生就业工作先进单位、湖南省大中专学生三下社会实践活动先进单位、湖南省五四红旗团委、全国五四红旗团委、全国青年转移就业先进单位